# Julienne Granier
Julienne Granier, ou Julienne de Césarée, morte entre 1213 et 1216, est la fille d'Hugues Granier, seigneur de Césarée, et de son épouse Isabelle Gothman.
A la mort de son père entre 1168 et 1174, son frère aîné Guy Granier lui succède comme nouveau seigneur de Césarée, mais il meurt sans héritier entre 1174 et 1176, laissant la seigneurie à son frère puîné Gautier II. Mais il meurt à son tour sans héritier entre 1189 et 1191. Leur sœur Julienne devient ainsi leur héritière et devient dame de suo jure de Césarée.
Lorsqu'elle obtient la seigneurie, celle-ci avait été conquise par Saladin depuis 1187, mais elle le récupère en septembre 1192 après le traité de Jaffa signé avec les musulmans à l'issue de la troisième croisade. Toutefois, la ville a subi de nombreux dommages et les fortifications ne seront jamais réparées de son vivant.
Avant 1182, elle épouse en premières noces Guy Brisebarre, deuxième fils de Guy II Brisebarre, seigneur de Beyrouth, et de son épouse Marie, avec qui elle a quatre enfants :
- Gautier Brisebarre, qui succède à ses parents ;
- Bernard Brisebarre, cité dans les Lignages d'Outremer ;
- Élisabeth Brisebarre, qui épouse Renaud d'Haïfa, chambellan du royaume de Jérusalem, d'où postérité ;
- Berthe Brisebarre, qui épouse Renaud de Soissons, maréchal du royaume de Chypre, d'où postérité.

Devenue veuve avant 1192, elle épouse en secondes noces Aymar de Lairon, avec qui elle a un autre enfant :
- Roger de Lairon.

À l'instar de sa famille, elle entretient des liens étroits étroits avec les Hospitaliers, qu'elle rejoindra en tant « consoror », avec le droit d'être enterrée dans le cimetière de l'ordre.
La date exacte de sa mort n'est pas connue, mais elle s'est produite entre le 12 octobre 1215 et le 12 février 1216. C'est alors que son fils aîné Gautier Brisebarre, issu de son premier mariage, qui devient le nouveau seigneur de Césarée. Quant à son second époux Aymar de Lairon, il devient chevaliers Hospitalier ou il devient maréchal et meurt au combat lors du siège de Damiette en 1219.